# Le Maître de musique
Pour plus de détails, voir Fiche technique et Distribution.
Le Maître de musique est un film belge réalisé par Gérard Corbiau et sorti en 1988.
Les premières séquences — où l'on voit Joachim Dallayrac, interprété par José van Dam, donner son dernier récital — ont été tournées dans le théâtre du château de Chimay. Les scènes, de l'arrivée du train  et du marché, ont été filmées à la gare d'Olloy-sur-Viroin. Plusieurs scènes d'intérieur et d'extérieur du film ont été tournées au château de La Hulpe. Le film a été nommé pour l'Oscar du meilleur film en langue étrangère en 1989.

## Synopsis
Au début du XXe siècle, à Londres, à la fin d'un concert, le chanteur d'opéra, fameux baryton, Joachim Dallayrac annonce qu'il met un terme à sa carrière lyrique, pourtant au sommet de la gloire, et ce à la surprise générale. Il a en effet décidé de se consacrer entièrement à l'enseignement de la jeune Sophie dont il recherche la perfection vocale, surprenant et décevant ainsi les critiques. Ce soir-là, son grand adversaire, le prince Scotti, triomphe dans le public ; il était autrefois chanteur lui-même, mais a échoué dans un duel de chant contre Joachim il y a 20 ans et a ruiné sa voix dans le processus. Depuis lors, les deux hommes sont ennemis pour la vie. Un peu plus tard, Joachim se retire dans sa maison de campagne, où il vit avec Estelle, 40 ans, qui l'accompagne au piano. Peu de temps après, Sophie Maurier, 18 ans, arrive à la propriété. C'est la nièce d'un excellent ami de Joachim, François, qui a été autorisée à chanter pour Joachim à Londres. Sa voix, proche de la perfection, lui a donné envie de se consacrer désormais à l'enseignement. Alors que le monde se demande ce qui a pu le faire se retirer de la scène, Joachim commence à enseigner à Sophie. Estelle sait que, tôt ou tard, ils tomberont amoureux tous les deux et cela lui fait mal, car elle-même a longtemps admiré Joachim, mais l'intimité entre les deux ne s'est jamais transformée en amour.
Lors d'un rendez-vous avec son agent Laumont, Joachim voit le clochard Jean au marché, qui passe son temps à chanter et à des larcins. Joachim l'emmène spontanément dans son domaine car il est convaincu de son talent et sait qu'avec beaucoup de pratique Jean deviendra un ténor de premier ordre. Le temps passe et Sophie et Jean deviennent de très bons chanteurs, comme en témoignent les progrès de Jean dans Von der Jugend de Gustav Mahler ("Au milieu du petit étang / Il y a un pavillon de verdure / Et de porcelaine blanche"...). Cependant, Sophie est malheureuse car elle est tombée amoureuse de Joachim, mais il ne vit que pour sa musique. Bien que les deux se rapprochent pendant une averse, Joachim se retire immédiatement, sachant qu'elle ou il sera bientôt parti.
Pour l'anniversaire de Joachim, François se présente au domaine et apporte une invitation du prince Scotti pour Sophie et Jean. Tous deux participeront avec leur professeur à un concours de chant de deux jours au château de Scotti. Parce que Scotti est influent et qu'il y a une réelle opportunité pour ses protégés, Joachim accepte, emmène Sophie et Jean au concours, pour repartir immédiatement. Sophie et Jean se réconfortent l'un l'autre et passent la nuit ensemble. Scotti, quant à lui, s'est rendu compte que Jean avait une voix identique à son protégé de longue date, Arcas. Il fait chanter Arcas pour Sophie et Jean avant la compétition, jetant Jean dans le doute. Face à la concurrence, Sophie commence à douter de ses compétences, même si elle sait que Scotti ne veut que leur tendre un piège. Pendant ce temps, Joachim meurt de façon inattendue dans son domaine.
Sophie et Jean se préparent pour leur performance car Sophie est censée ouvrir la compétition seule, Scotti pensant que Jean a abandonné. Elle maîtrise sa performance avec brio, y compris Jean, qui se tient à côté de la scène, dans son chant. Réalisant que le concours est déjà en faveur de Sophie, Scotti défie Jean et Arcas de s'affronter car ils ont tous les deux des voix identiques. Pour assurer une concurrence loyale, les deux chanteurs, masqués, sont vêtus d'un costume qui les recouvrent entièrement. Arcas rate à plusieurs reprises une note aiguë, permettant à Jean de remporter le duel. Scotti lui offre, ainsi qu'à Sophie, l'opportunité de travailler ensemble. À ce moment apparaît François qui leur annonce la mort de Joachim. Ils se rendent en voiture à son domaine et regardent le corps de Joachim être emporté à travers le lac. Estelle admet qu'elle espère que le temps qui vient passera vite maintenant.

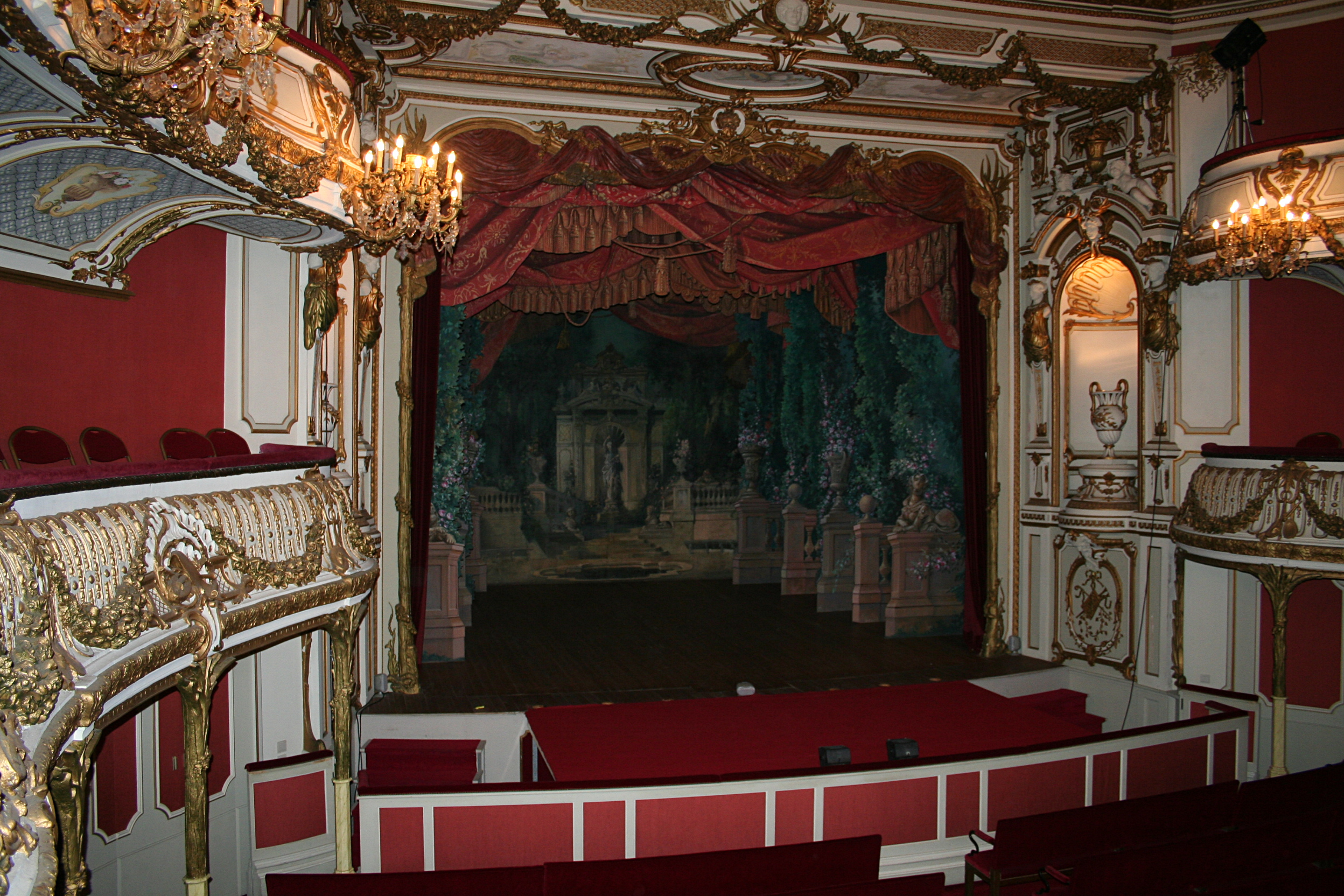
Le théâtre du château de Chimay.
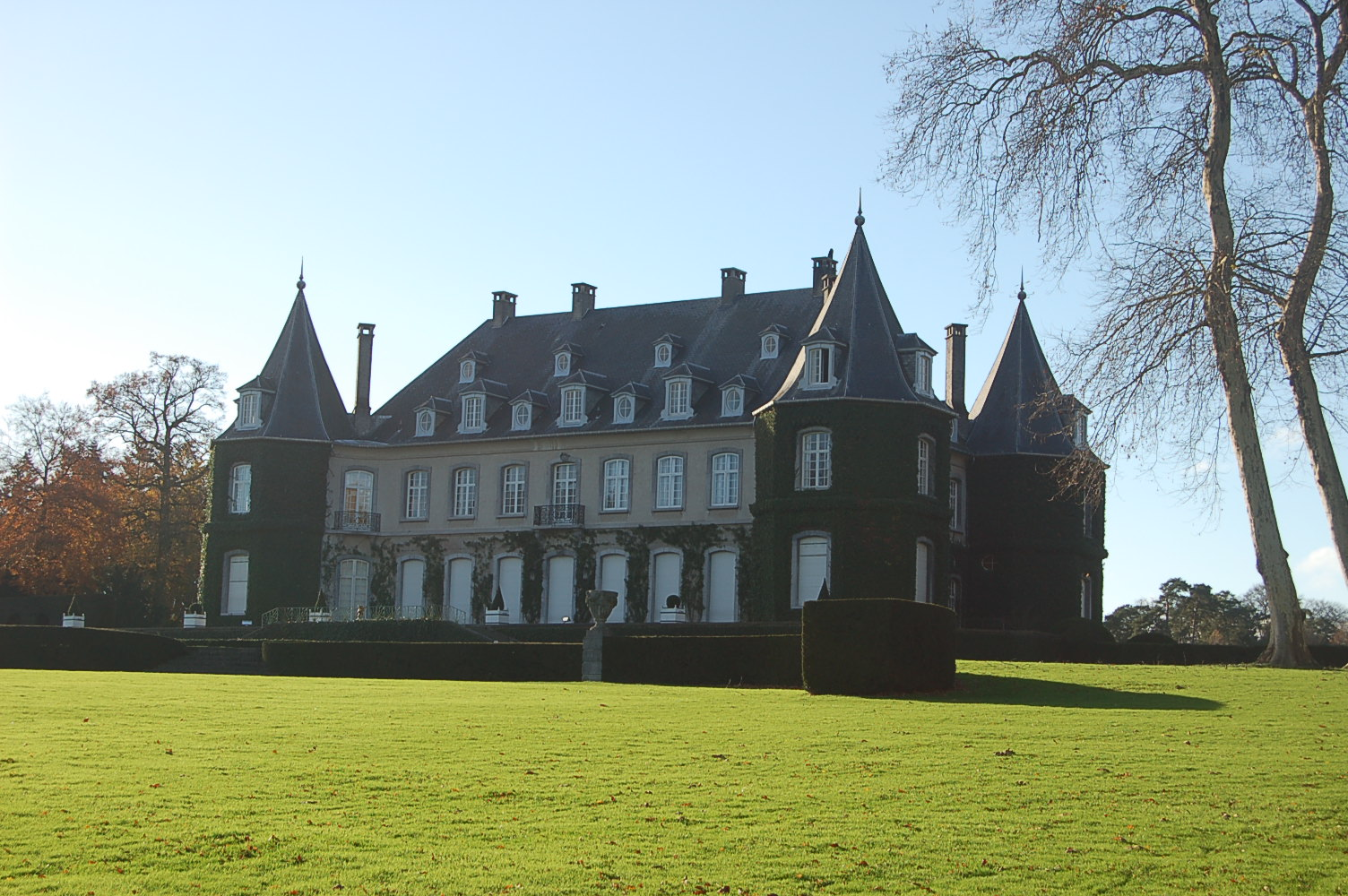
Le château du domaine Solvay à La Hulpe.

## Fiche technique
- Titre : Le Maître de musique
- Réalisation : Gérard Corbiau
- Scénario : Gérard Corbiau, Andrée Corbiau, Luc Jabon et Christian Watton
- Photographie : Walther van den Ende
- Monteur : Denise Vindevogel
- Direction musicale : Ulysse Waterlot
- Pays d'origine : Belgique
- Format : Couleur, son Dolby, 35 mm
- Genre : comédie dramatique, musical
- Durée : 100 minutes

## Musique
Le film présente de nombreuses pièces classiques, avec la voix d'Anne Roussel (Sophie) doublée par Dinah Bryant et la voix de Philippe Volter (Jean) et de Marc Schreiber (Arcas) doublée par Jérôme Pruett. Le chanteur d'opéra José van Dam chante lui-même ses airs. Le Nouvel Orchestre symphonique de la RTBF est dirigé par Ronald Zollman.
Sont entendus : 
- Wolfgang Amadeus Mozart – Alcandro, lo confesso … Non so d'onde viene, K294
- Gustav Mahler - 4e Symphonie, 1. Satz: Bedächtig. Nicht eilen; Von der Jugend (extrait de Das Lied von der Erde) ; Um Mitternacht (de Rückert-Lieder, n° 4)
- Robert Schumann - Dédicace (d'après Myrthen, n° 1) ; Stille Tränen (de 12 poèmes, # 8)
- Vincenzo Bellini – Sorgio, o padre ; Un duo tanto (tous deux de Bianca et Fernando)
- Jacques Offenbach – Chanson de Kleinzach (extrait des Contes d'Hoffmann)
- Giacomo Puccini - Tosca
- Franz Schubert – An die Musik
- Hugo Wolf - Wohl denk’ ich oft (extrait de 3 Gedichte von Michelangelo n° 1)
- Giuseppe Verdi – Follie! … Sempre libera (extrait de La traviata)

## Distribution
- Jose van Dam : Joachim Dallayrac
- Anne Roussel : Sophie Maurier
- Philippe Volter : Jean Nilson
- Patrick Bauchau : le prince Scotti
- Sylvie Fennec : Estelle Fischer
- Johan Leysen : François
- Marc Schreiber : Arcas
- Alain Carre : l'intendant
- David Ashman : un critique anglais
- Bob Bender : un critique anglais
- Jonathan Fox : un critique anglais
- Jeannette Bakker : la diva
- Philippe Drecq : le dandy
- Jean Gerardy : le vieillard
- Yvette Merlin : Louise
- Carlos Moens : un jardinier
- Jean Musin : Lhomond
- Jean-Louis Sbille : un critique
- Jean-Pierre Valère : un jardinier
- Daniel Vos : Commander
- Ulysse Waterlot : le chef d'orchestre
- Guy Danel : un danseur
- Paul Declerck : un danseur
- Ursula Gorniak : une danseuse
- Anne Leonardo : une danseuse
- Jérôme Pruett : Jean Nilson / Arcas (voix chantante)
- Dinah Bryant : Sophie Maurier (voix chantante)

## Récompenses
- Nomination à l'Oscar du meilleur film en langue étrangère en 1989.